# Team Katjoesja/2016
Deze pagina geeft een overzicht van de wielerploeg Team Katjoesja in 2016.

## Algemeen
Algemeen manager: Vjatsjeslav Jekimov
Teammanagers: José Azevedo, Dmitri Konysjev, Claudio Cozzi, Gennadi Michajlov, Xavier Florencio, Torsten Schmidt
Fietsmerk: Canyon
Kopmannen: Ilnoer Zakarin, Joaquim Rodríguez, Alexander Kristoff, Alberto Losada

## Transfers
| Inkomend              | Team 2015           | Uitgaand           | Team 2016       |
| --------------------- | ------------------- | ------------------ | --------------- |
| Michael Mørkøv        | Tinkoff-Saxo        | Daniel Moreno      | Movistar Team   |
| Jurgen Van den Broeck | Lotto Soudal        | Joeri Trofimov     | Tinkoff         |
| Rein Taaramäe         | Astana Pro Team     | Gatis Smukulis     | Astana Pro Team |
| Matvej Mamykin        | Itera-Katjoesja     | Rüdiger Selig      | Bora-Argon 18   |
| Nils Politt           | Team Stölting&Stage | Giampaolo Caruso   | Onbekend        |
| Jhonatan Restrepo     | Stage               | Aleksandr Kolobnev | Gestopt         |
|                       |                     | Luca Paolini       | Non-actief      |

## Renners
| Naam                        | Geboortedatum | Nationaliteit | Ploeg 2015          |
| --------------------------- | ------------- | ------------- | ------------------- |
| Maksim Belkov               | 09-01-1985    | Rusland       |                     |
| Sven Erik Bystrøm           | 21-01-1992    | Noorwegen     |                     |
| Sergej Tsjernetski          | 09-04-1990    | Rusland       |                     |
| Jacopo Guarnieri            | 14-08-1987    | Italië        |                     |
| Marco Haller                | 01-04-1991    | Oostenrijk    |                     |
| Vladimir Isajtsjev          | 26-04-1986    | Rusland       |                     |
| Pavel Kotsjetkov            | 07-03-1986    | Rusland       |                     |
| Dmitri Kozontsjoek          | 05-04-1984    | Rusland       |                     |
| Alexander Kristoff          | 05-07-1987    | Noorwegen     |                     |
| Vjatsjeslav Koeznetsov      | 24-06-1989    | Rusland       |                     |
| Sergej Lagoetin             | 14-01-1981    | Rusland       |                     |
| Alberto Losada              | 28-02-1982    | Spanje        |                     |
| Tiago Machado               | 18-10-1985    | Portugal      |                     |
| Matvej Mamykin              | 31-10-1994    | Rusland       | Itera-Katjoesja     |
| Michael Mørkøv              | 30-04-1985    | Denemarken    | Tinkoff-Saxo        |
| Nils Politt                 | 06-03-1994    | Duitsland     | Team Stölting&Stage |
| Aleksandr Porsev            | 21-02-1986    | Rusland       |                     |
| Jhonatan Restrepo           | 28-11-1994    | Colombia      | Stage               |
| Joaquim Rodríguez           | 12-05-1979    | Spanje        |                     |
| Jegor Silin                 | 25-06-1988    | Rusland       |                     |
| Simon Špilak                | 23-06-1986    | Slovenië      |                     |
| Rein Taaramäe               | 24-04-1987    | Estland       | Astana Pro Team     |
| Aleksej Tsatevitsj          | 05-07-1989    | Rusland       |                     |
| (ITT) Jurgen Van den Broeck | 01-02-1983    | België        | Lotto Soudal        |
| Ángel Vicioso               | 13-04-1977    | Spanje        |                     |
| Edoeard Vorganov            | 07-12-1982    | Rusland       |                     |
| Anton Vorobjov              | 12-10-1990    | Rusland       |                     |
| Ilnoer Zakarin              | 15-09-1989    | Rusland       |                     |

## Overwinningen
Ronde van Qatar
2e etappe: Alexander Kristoff
4e etappe: Alexander Kristoff
5e etappe: Alexander Kristoff
Ronde van Oman
3e etappe: Alexander Kristoff
6e etappe: Alexander Kristoff
Parijs-Nice
6e etappe: Ilnoer Zakarin
Ronde van Catalonië
7e etappe: Aleksej Tsatevitsj
Driedaagse van De Panne-Koksijde
1e etappe: Alexander Kristoff
Ronde van de Sarthe
2e etappe deel B: Anton Vorobjov
3e etappe: Anton Vorobjov
Eschborn-Frankfurt
Winnaar: Alexander Kristoff]
Ronde van Californië
7e etappe: Alexander Kristoff
Ronde van Italië
20e etappe: Rein Taaramäe
Ronde van Slovenië
2e etappe: Rein Taaramäe
4e etappe: Aleksandr Porsev
Eindklassement: Rein Taaramäe
Nationale kampioenschappen wielrennen
Rusland - tijdrit: Sergej Tsjernetski
Rusland - wegrit: Pavel Kotsjetkov
Ronde van Frankrijk
17e etappe: Ilnoer Zakarin
Arctic Race of Norway
1e etappe: Alexander Kristoff
Ronde van Spanje
8e etappe: Sergej Lagoetin
Tour des Fjords
2e etappe: Alexander Kristoff
3e etappe: Alexander Kristoff
5e etappe: Alexander Kristoff
Eindklassement: Alexander Kristoff
2006 · 2007 · 2008 · 2009 · 2010 · 2011 · 2012 · 2013 · 2014 · 2015 · 2016 · 2017 · 2018 · 2019
AG2R-La Mondiale · Astana Pro Team · BMC Racing Team · Cannondale Pro Cycling Team · Dimension Data · Etixx-Quick Step · FDJ · Team Giant-Alpecin · IAM Cycling · Team Katjoesja · Lampre-Merida · Team LottoNL-Jumbo · Lotto Soudal · Movistar Team · Orica GreenEDGE · Team Sky · Tinkoff · Trek-Segafredo